# Éton
Éton ist eine französische Gemeinde mit 201 Einwohnern (Stand: 1. Januar 2022) im Département Meuse in der Region Grand Est (vor 2016: Lothringen). Die Gemeinde gehört zum Arrondissement Verdun und zum Kanton Bouligny.

## Geographie
Éton liegt etwa 33 Kilometer ostnordöstlich von Verdun. Umgeben wird Éton mit den Nachbargemeinden Gouraincourt im Norden, Domremy-la-Canne im Nordosten, Dommary-Baroncourt im Osten, Rouvres-en-Woëvre im Süden, Amel-sur-l’Étang im Westen sowie Senon im Nordwesten.

## Bevölkerungsentwicklung
| Jahr                       | 1962 | 1968 | 1975 | 1982 | 1990 | 1999 | 2006 | 2011 | 2019 |
| Einwohner                  | 282  | 246  | 239  | 193  | 176  | 189  | 209  | 212  | 208  |
| Quellen: Cassini und INSEE |      |      |      |      |      |      |      |      |      |

## Sehenswürdigkeiten
- Kirche Saint-Jean-Baptiste, 1926 wieder errichtet

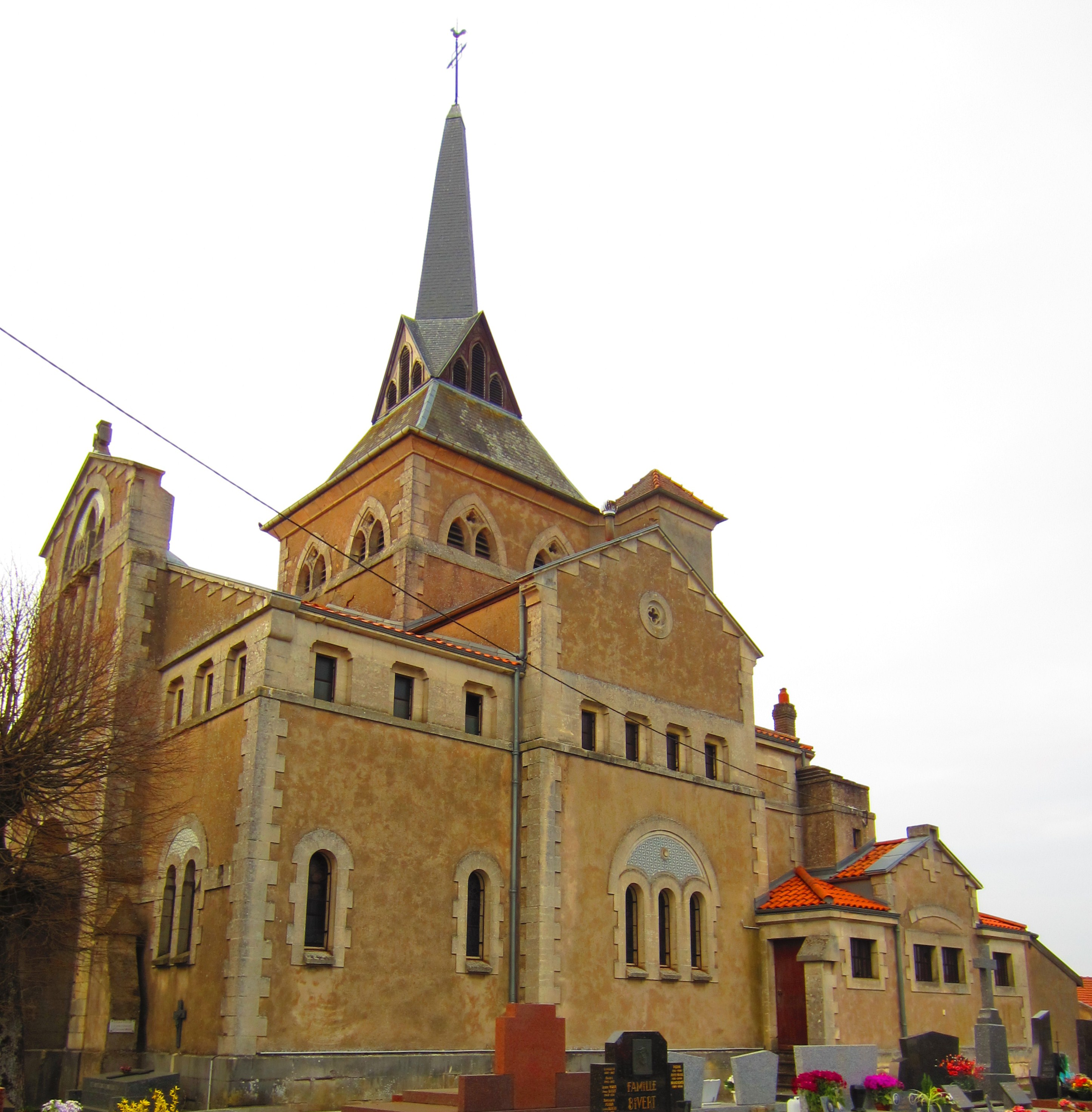
Kirche Saint-Jean-Baptiste